# Otto Wichmann
Otto Gottfried Wichmann (* 25. März 1828 in Berlin; † 17. März 1858 in Rom) war ein deutscher Genre- und Porträtmaler.

## Leben
Wichmann war ein Sohn des Bildhauers Ludwig Wichmann und wurde spätestens um 1851 im Atelier von Joseph Nicolas Robert-Fleury in Paris als Maler ausgebildet. Ab Herbst 1852 hielt sich Wichmann in Rom auf, wo er auch starb. 1852/53 nahm er am Pariser Salon teil, 1856 an der Berliner Akademie-Ausstellung.

## Familie
Otto Wichmann war der Bruder von Hermann Wichmann, einem Schriftsteller und Komponisten.

## Werke (Auswahl)
- Sainte Cécile, tête d’étude, Verbleib unbekannt (Salon 1852, Nr. 1265)
- Vieux guerrier, tête d’étude, Verbleib unbekannt (Salon 1852, Nr. 1266)
- Cathérine de Médicis chez l’alchimiste René, Verbleib unbekannt (Salon 1853, Nr. 1192)